# Eublepharis fuscus
Espèce
Synonymes
- Eublepharis macularius fuscus Börner, 1974

Statut de conservation UICN

 LC  : Préoccupation mineure
Eublepharis fuscus est une espèce de geckos de la famille des Eublepharidae.

## Répartition
Cette espèce est endémique d'Inde. Elle se rencontre au Karnataka au Maharashtra et au Gujarat.

## Description
C'est un petit gecko insectivore. Il vit entre 9 et 27 degrés.

## Taxinomie
Cette espèce a été décrite comme une sous-espèce de Eublepharis macularius, elle a été élevée au rang d'espèce par Das, 1997.

## Publication originale
- Börner, 1974 : Ein neuer Lidgecko der Gattung Eublepharis Gray 1827. Miscellaneous Articles in Saurology, no 4, p. 7-14.